# 鮮紅鏢鱸
鮮紅鏢鱸為輻鰭魚綱鱸形目鱸亞目河鱸科的其中一種，分布於美國田納西州Caney Fork流域，體長可達7.7公分，棲息在岩石底質的池塘或溪流。